# Diecezja Duluth

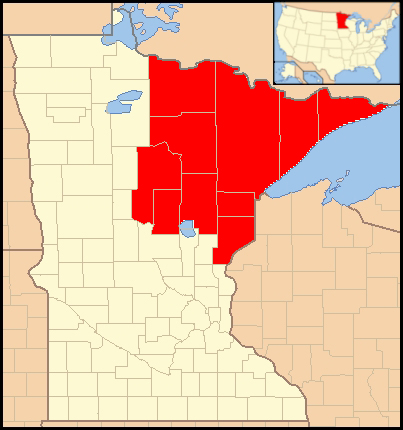
Położenie diecezji na mapie stanu

Diecezja Duluth (łac. Dioecesis Duluthensis, ang. Diocese of Duluth) jest diecezją Kościoła rzymskokatolickiego w północno-wschodniej części stanu Minnesota.

## Historia
Diecezja została kanonicznie erygowana 3 października 1889 przez papieża Leona XIII. Wyodrębniono ją z terenów Wikariatu Apostolskiego Północnej Minnesoty (późniejszej diecezji Saint Cloud). Pierwszym ordynariuszem został, pochodzący z Irlandii, proboszcz jednej z parafii w Saint Paul ks. James McGolrick (1841-1918). 

## Ordynariusze
- James McGolrick (1889–1918)
- John Timothy McNicholas OP (1918–1925)
- Thomas Anthony Welch (1925–1959)
- Francis Joseph Schenk (1960–1969)
- Paul Francis Anderson (1969–1982)
- Robert Brom (1983–1989)
- Roger Schwietz OMI (1989–2000)
- Dennis Schnurr (2001–2008)
- Paul Sirba (2009–2019)
- Michel Mulloy (nominat w 2020)
  - zrezygnował z przyjęcia sakry biskupiej[1]
- Daniel Felton (od 2021)